# Hawkins Island
Hawkins Island, auch Elizabeth Island genannt, ist eine Insel von Bermuda, gelegen im Großen Sund (Great Sound) etwa drei Kilometer südwestlich der bermudischen Hauptstadt Hamilton. Sie ist in Privatbesitz, zählt aber dennoch verwaltungstechnisch zum Warwick Parish.
Hawkins Island ist flach, dicht bewachsen, etwa 450 Meter lang und bis zu 250 Meter breit. Kleinere Gebäude liegen nur an der Südostküste. Die Insel gehört zu einer aus über 20 Inselchen bestehenden Inselkette.
Das kleine, eher unscheinbare Hawkins Island, welches nur per Boot erreichbar ist, gilt bei Touristen und Einheimischen, vornehmlich wegen des hier stattfindenden Events „Don't Stop the Carnival Party“, als Bermudas Partyinsel schlechthin.